# Gökhan Solak
Gökhan Solak (* 20. Januar 1985 in Bayburt) ist ein türkischer Fußballspieler.

## Karriere
Solak begann seine Karriere bei MKE Ankaragücü und spielte anschließend für verschiedene Vereine in der Türkei, seit 2014 steht er bei Tavşanlı Linyitspor unter Vertrag.